# Sarosa flavicostalis
Sarosa flavicostalis är en fjärilsart som beskrevs av Rothschild 1911. Sarosa flavicostalis ingår i släktet Sarosa och familjen björnspinnare. Inga underarter finns listade.